# Anisoplia alazanica
Anisoplia alazanica är en skalbaggsart som beskrevs av Zaitzev 1917. Anisoplia alazanica ingår i släktet Anisoplia och familjen Rutelidae. Inga underarter finns listade i Catalogue of Life.